# Duomo di Saluzzo
La Cattedrale di Maria Vergine Assunta, anche conosciuta come il Duomo di Saluzzo, è la chiesa principale di Saluzzo e cattedrale della diocesi omonima. È, inoltre, un monumento nazionale italiano e  della regione del Piemonte.

## Storia e descrizione

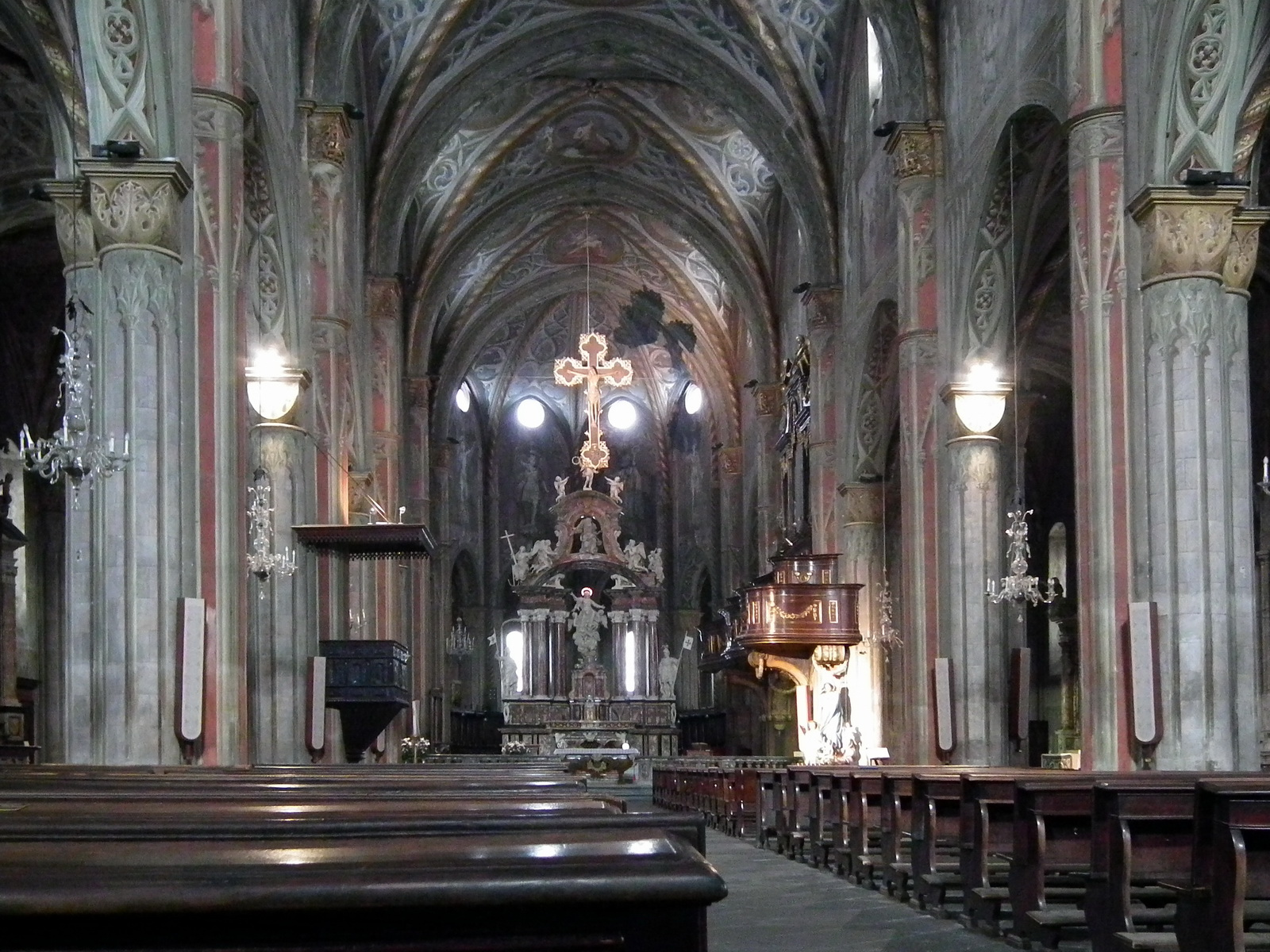
L'interno

La cattedrale venne costruita tra il 1491 e il 1501 nel sito occupato dall'antica pieve romanica di Santa Maria, documentata già all'inizio del XI secolo.
La costruzione, eretta a collegiata nel 1481 da papa Sisto IV, nel 1511 divenne sede vescovile per volere del papa Giulio II.
L'esterno della chiesa si caratterizza per l'ampia scalinata, costruita nel 1842 al posto di quella del Seicento. La facciata, in mattoni a vista ed intonaco, è scandita da tre portali d'ingresso. Quello centrale è affiancato da due colonne sormontate dalle statue degli apostoli Pietro e Paolo, e culmina con una lunetta in cui è raffigurata l'Assunzione. Nelle lunette dei portali laterali invece sono raffigurati i due santi patroni di Saluzzo, san Costanzo e san Chiaffredo. Affianca l'edificio un campanile della seconda metà del XVIII secolo.
Internamente la cattedrale è a tre navate con volte a crociera; la volta della navata centrale è decorata in stile neogotico (1850 circa). Pure dell'Ottocento sono i tre affreschi che decorano la controfacciata, con episodi tratti dalle vite di santi locali.
Nelle due navate laterali sono collocati diversi altari secondari, sette nella navata destra, e altri sette nella navata sinistra, che comprende pure due cappelle: quella del Santissimo Sacramento e quella del battistero. Diverse sono le opere artistiche qui presenti, risalenti per lo più al XVI-XVIII secolo.
L'altare maggiore è dominato da un gruppo di undici statue lignee degli inizi del XVIII secolo.